# Sông Huallaga

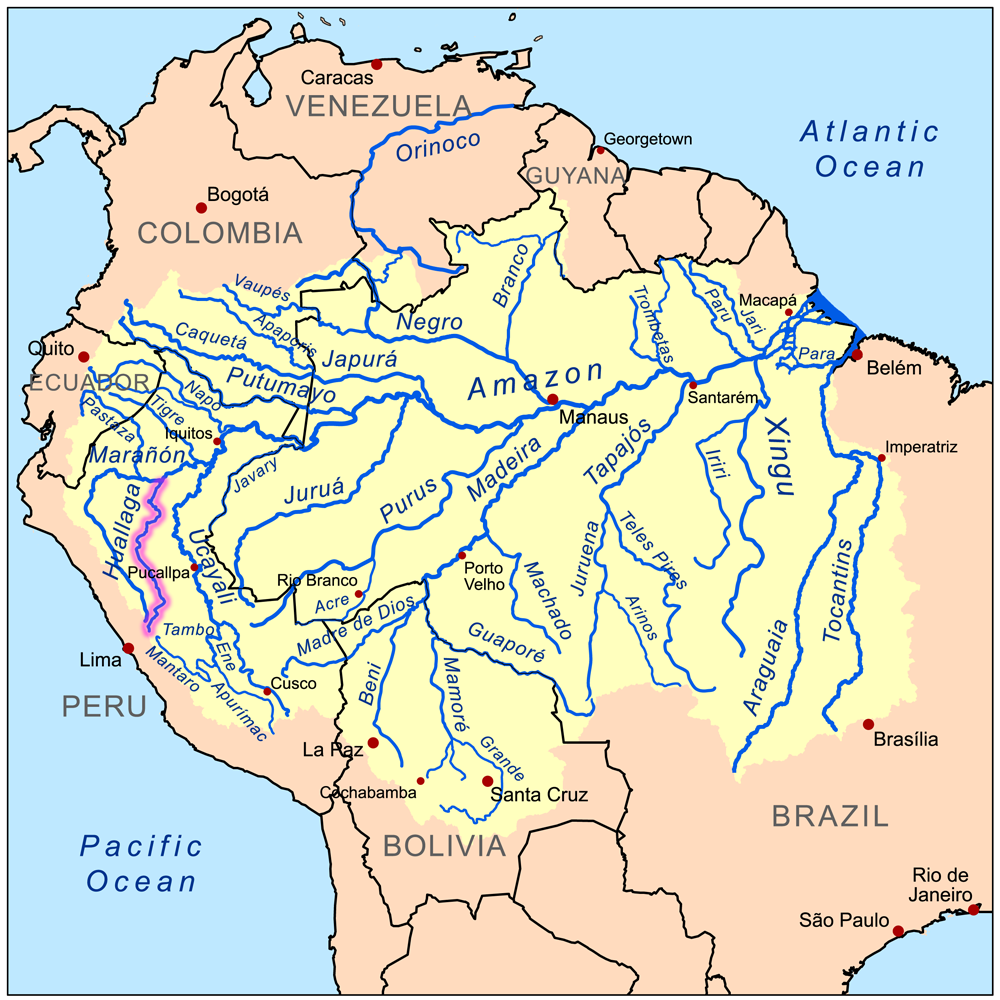
Bản đồ bồn địa Amazon với sông Huallaga được tô đậm

Sông Huallaga là một chi lưu của sông Marañón, một phần của bồn địa Amazon. Các tên cũ của sông là Guallaga và Rio de los Motilones. Huallaga khởi nguồn từ các sườn núi của dãy Andes tại miền trung Peru và hợp dòng với Marañón trước khi dòng sông này hợp với sông Ucayali để tạo thành sông Amazon. Các chi lưu chính của sông là Monzón, Mayo, Biabo, Abiseo và Tocache. Coca được trồng trong hầu hết các thung lũng này, các thung lũng thường bị ngập lụt theo chu kỳ.
Gần như toàn bộ chiều dài của Huallaga là một dòng nước mạnh chảy qua các hẻm núi nằm kế tiếp nhau. Trên dòng sông có 42 ghềnh (pongos) và sông phải băng qua dãy Andes, tạo nên hẻm núi Pongo de Aguirre. Từ điểm này, 140 dặm (230 km) tính từ Amazon, Huallaga có thể đi lại bằng tàu thủy lớn (lanchas) đến thành phố cảng Yurimaguas, Loreto.
Huallaga được chia làm hai, trước và sau khi nó chảy qua thành phố Juanjuí: Alto Huallaga (Thượng Huallaga) và Bajo Huallaga (Hạ Huallaga), do địa hình thay đổi từ các sườn núi Andes đến các đầm lầy của rừng mưa nhiệt đới Amazon Rainforest.
Giữa Huallaga và Ucayali có "Pampa del Sacramento," một khu vực bằng và có phù sa cùng các cánh rừng tối và dày đặc, do nhà truyền giáo Christian thám hiểm lần đầu vào năm 1726. Khu vực dài 300 dặm (480 km) từ bắc đến nam, và rộng từ 40 đến 100 km tùy theo vị trí. Nhiều khe suối, cano có thể thông hành, thâm nhập vào khu vực này từ Ucayali và Huallaga. Ngoài những nông dân, khu vực vẫn còn nhiều cộng đồng bản địa sinh sống như Cocama-Cocamilla.